# Вульф, Фридрих Вильгельм (литератор)
Фридрих Вильгельм Вульф (нем. Friedrich Wilhelm Wulff, иногда также Фридрих Вилибальд Вульф, нем. Friedrich Wilibald Wulff; 6 января 1837, Гамбург — 25 апреля 1898, Гамбург) — немецкий журналист, поэт, писатель, драматург и либреттист.
Сын поэта Иоахима Вильгельма Вульфа, подписывавшегося В. Вилибальд Вульф. На протяжении почти всей жизни находился под значительным творческим влиянием отца.
По окончании школы работал в известном книжном магазине Генриха Шрага в Нюрнберге, затем в 1855—1857 гг. изучал философию и историю в Берлине. Вернувшись в Гамбург, на протяжении трёх десятилетий работал как журналист в литературно-развлекательных изданиях. В 1857—1858 гг. редактировал газету Nordische Blätter, с 1862 г. газеты Jahreszeiten и Lesefrüchte, с 1869 г. Hamburger Novellenzeitung и т. д. В 1886 г. оставил журналистику и посвятил себя преимущественно работе для театра.
Дебютировал как литератор сборником романтических стихов «Весной» (нем. Im Frühling; 1856), посвящённым отцу. В ранних стихах Вульфа критика видела также влияние Эмануэля Гейбеля. В 1857 г. опубликовал первое прозаическое сочинение — исторический рассказ «Витале Микьели» о венецианском доже XII века. В 1864 г. напечатал сборник рассказов, годом позже — сборник прозы «На Фихтельгебирге» (нем. Am Fichtelgebirge), основанный на местных легендах. Сочинял также на местном нижненемецком диалекте — в том числе пьесу «Последний парад нашей городской стражи» (н.-нем. Uns’ Borgergard letzte Parad; 1873), рассказывающую о гамбургской городской старине.
В поздний период занимался драматургией и либретто для оперетт — в том числе «Фаринелли» Германа Цумпе (с К. Кассманом), «Бабочки» Карла Кёллинга (с Ф. Шпенглером), «Дудочник из Дузенбаха» (нем. Der Pfeifer von Dusenbach) Рихарда Клейнмихеля (с В. Веннхаке).